# Równanie kinetyczne reakcji chemicznej
Równanie kinetyczne – zależność szybkości reakcji chemicznej, r, od stężenia reagentów i temperatury, a w przypadku reakcji chemicznych przebiegającej w fazie gazowej, dodatkowo od ciśnienia.
Najczęściej przyjmuje ono postać
{\displaystyle r=k(T)f(c),}
gdzie:
{\displaystyle k(T)} – stała szybkości reakcji wyrażona zwykle równaniem Arrheniusa,
{\displaystyle T} – temperatura,
{\displaystyle f(c)} – nieznana funkcja stężenia reagentów wyznaczana na drodze doświadczalnej (jednomian/dwumian potęgowy, ułamek wymierny, suma ułamków wymiernych itp.).
Równanie kinetyczne jest niezbędne przy projektowaniu reaktorów chemicznych (prawa strona bilansu masy). Postać równania kinetycznego nie zależy od sposobu przeprowadzenia eksperymentu.

## Równanie kinetyczne wyrażone względem stężeń
Dla wielu reakcji szybkość ich przebiegu można opisać równaniem
{\displaystyle r={\frac {-d[A]}{dt}}=k[A]^{n}[B]^{m}[C]^{p}[D]^{q}\dots ,}
gdzie:
{\displaystyle k} – stała szybkości reakcji,
{\displaystyle [A],[B],[C],[D],\dots } – stężenia lub aktywności molowe (w przypadku roztworów) lub ciśnienia cząstkowe (w przypadku gazów) substratów uczestniczących w reakcji,
{\displaystyle n,m,p,q} – wykładniki potęgowe dobierane zwykle empirycznie, choć czasami też na podstawie znajomości mechanizmu, których suma jest rzędem reakcji.
Poprzez rozdzielenie zmiennych i całkowanie w odpowiednich granicach uzyskuje się równania wiążące stężenia substratów z czasem przebiegu reakcji, np. dla reakcji pierwszego rzędu równanie przybiera postać
{\displaystyle {\frac {-d[A]}{dt}}=k[A],}
co po rozdzieleniu zmiennych przyjmuje postać
{\displaystyle {\frac {d[A]}{[A]}}=-kdt.}
Całkując wyrażenie stronami w granicach od [A]0 (stężenie początkowe w chwili t0) do [A] (stężenie w chwili t):
{\displaystyle \int \limits _{[A]_{0}}^{[A]}{\frac {d[A]}{[A]}}=-\int \limits _{t_{0}}^{t}kdt,}
otrzymuje się ogólną zależność możliwą do zastosowania w praktyce np. do obliczenia stężenia substratu w danej chwili trwania reakcji
{\displaystyle \ln[A]-\ln[A]_{0}=-kt,}
czyli
{\displaystyle [A]=[A]_{0}\cdot e^{-kt}.}
Proste, analityczne rozwiązania równań kinetycznych są możliwe tylko w tych przypadkach gdy reakcja ma stosunkowo prosty przebieg. W przypadku bardzo wielu rzeczywistych reakcji chemicznych nie istnieje możliwość dobrania odpowiedniego, prostego równania kinetycznego, ze względu na ich złożony mechanizm. W tych przypadkach stosuje się bardziej złożone równania, w których może występować więcej stałych, lub nawet opisuje się te reakcje układami równań, z których każde odpowiada przebiegowi prawdopodobnych reakcji elementarnych, a następnie dobiera się wartości poszczególnych stałych szybkości metodami numerycznymi. Często zdarza się też, że proste równanie dobrze opisuje przebieg reakcji w początkowym jej stadium, a później następuje zaburzenie na skutek np. wpływu zmiany temperatury układu wywołanego przez efekty energetyczne samej reakcji lub nierównomierny jej przebieg w objętości naczynia na skutek za mało intensywnego mieszania.